# 히오키촌 (돗토리현)
히오키촌(日置村)은 돗토리현 게타카군에 있던 촌이다. 1891년 3월 31일까지 게타군에 속해있었다.